# Mayaluka
Mayaluka là một thị trấn ở đông nam Eswatini và nằm cách Big Bend khoảng 5 km về phía đông bắc. Thị trấn nằm trên sông Lusutfu.